# Vero Beach
Vero Beach – miasto w Stanach Zjednoczonych, siedziba hrabstwa Indian River na Florydzie. Według spisu z 2020 r. miasto liczyło 16 354 mieszkańców. Położone jest około 137 km na południowy wschód od Orlando wzdłuż laguny Indian River i Oceanu Atlantyckiego, na wybrzeżu Treasure Coast na Florydzie.